# Otsuchi

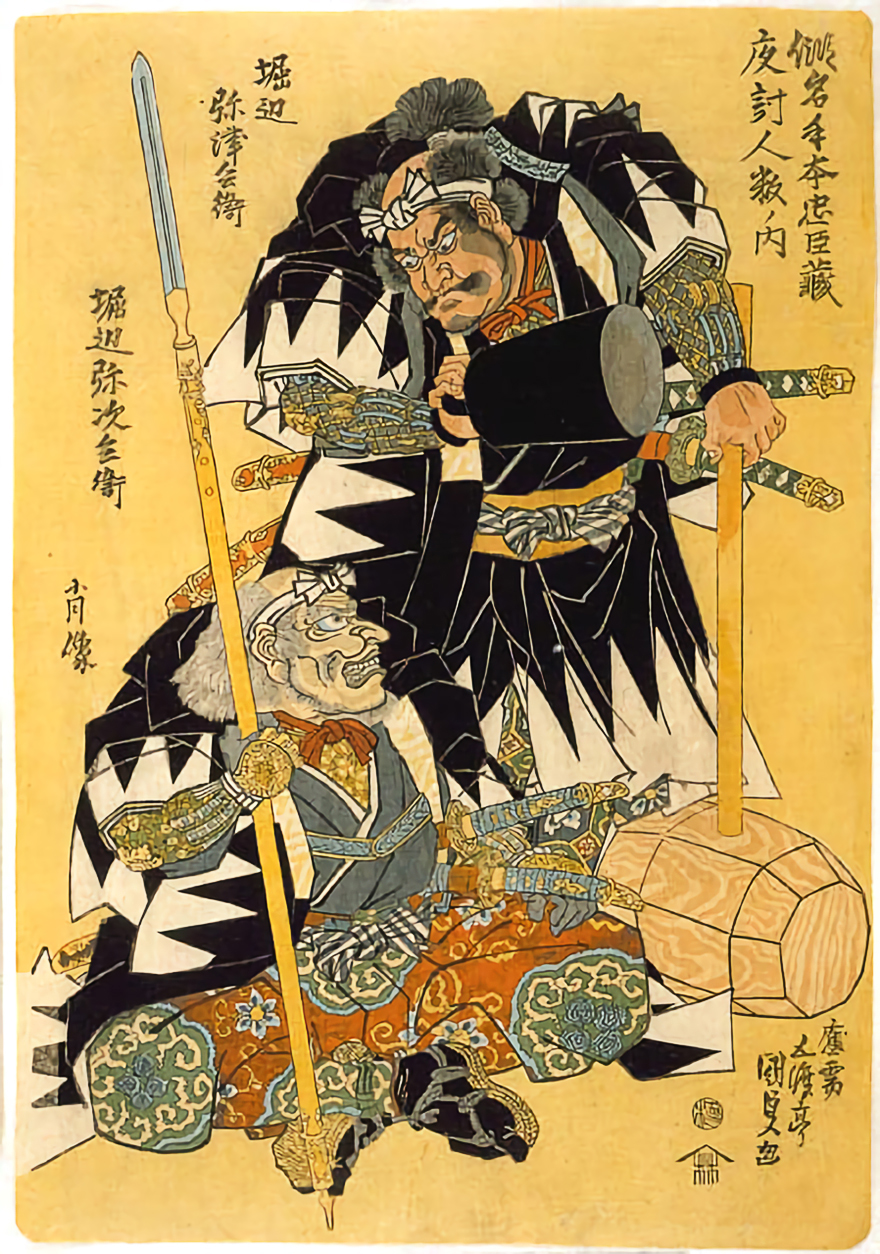
In deze prent van Kunisada houdt Horibe Yasubei een grote hamer vast.

Een ōtsuchi (大槌, let. grote hamer) is een grote Japanse houten hamer met een schacht van ongeveer 2 meter (6 voet). Het werd vooral gebruikt om geforceerd toegang te krijgen door kasteel poorten en deuren.